# Östergötlands runinskrifter 132

Östergötlands runinskrifter 132 är en runsten i Östergötland.

## Placering
Stenen stod tidigare på kyrkogården men fick sin nuvarande placering i kyrkväggen i mitten av 1800-talet. Jättingstad ligger ca 2 km söder om Heda kyrka.

## Inskriften

### Translitterering
hulmstein : reisþi : stein : þena : auk : bru kiarþi : eftiR : miur : faþur : sin : iR : buki : i : iatunstaþum : * 

### Normalisering
1. Holmsteinn reisti stein þenna ok brú gerði eptir Mýr(?), fôður sinn, er bjó í Jôtunstôðum.[1]
2. Holmstæinn ræisþi stæin þenna ok bro giærði æftiR Myr(?), faður sinn, eR byggi i Iatunstaðum.[1]

### Översättning
1. Holmsten reste denna sten och gjorde bro efter Myr (?), sin fader, som bodde i Jättingstad.[2]
2. Holmsten reste denna sten och gjorde bro efter Myr (?), sin fader, som byggde i Jättingstad.